# Jezioro Ryńskie
Jezioro Ryńskie – jezioro w woj. warmińsko-mazurskim, w pow. giżyckim, w Rynie, leżące na terenie Krainie Wielkich Jezior Mazurskich.
Jezioro Ryńskie w zasadzie stanowi jedną całość z Jeziorem Tałty, w wyniku umownego podziału wyodrębniono dwa jeziora. Jezioro Ryńskie ma powierzchnię 6,7 km², długość 7 km, średnią głębokość ok. 13 m z maksymalną głębokością 20,2 m w pobliżu Rynu. Na jeziorze są trzy wyspy o łącznej powierzchni 4,5 ha. Największa o nazwie Duża Wyspa (Ptasia Wyspa, Goła Zośka) znajduje się w pobliżu wsi Wejdyki i prawie na osi Zatoki Rominek kształtem przypominającej fiord. Od 2012 jest chroniona rezerwatem przyrody jako ostoja dla gniazdujących tu ptaków wodno-błotnych. Na północ od Wejdyk, też na zachodnim brzegu jeziora znajduje się wieś Notyst Wielki. Dalej do półwyspu Pazdur rozdzielającego jeziora nie ma już wsi. Na wschodnim brzegu Jeziora Ryńskiego na Półwyspie Mrówki znajduje się wieś Mrówki, a dalej w kierunku Rynu wieś Rybical. Do północnego krańca jeziora w Rynie dopływa woda z dalej na północ, położonego wyżej Jeziora Ołów. Woda płynie kanałem podziemnym wybudowanym przez Krzyżaków. Kanał zaopatrywał w wodę zamek w Rynie, a przy wylocie kanału do Jeziora Ryńskiego znajdował się młyn wodny.
Do jeziora przylegają 3 wsie (Rybical, Wejdyki i Mrówki). W rejonie brzegów zlokalizowano 3 ośrodki wczasowe, 9 pól namiotowych oraz pojedyncze domki rekreacyjne. Jest zbiornikiem intensywnie wykorzystywanym do celów rekreacyjnych. Przez jezioro prowadzi część szlaku Żeglugi Mazurskiej. Jest bezpośrednim odbiornikiem ścieków z rozbudowanej i zmodernizowanej miejskiej oczyszczalni w Rynie. Ścieki odprowadzane są po oczyszczeniu mechaniczno-biologiczno-chemicznym w ilości 326 m³/dobę.
Zbiornik zasilany jest wodami 6 dopływów, największy z nich to dopływ z jeziora Notyst o przepływie chwilowym 154 l/s wiosną i 31 l/s latem. Jakość wód dopływu nie przekraczała norm II klasy. Pozostałe cieki nie miały wpływu, poza rowem płynącym przez Wejdyki, gdzie ilość fosforanów wiosną osiągały normy III klasy i dopływem z jeziora Ołów, którego stan sanitarny latem obniżał się do norm II klasy, pozostałe parametry nie przekraczały I klasy.
Na podstawie przeprowadzonych badań J. Ryńskie zakwalifikowano do trzeciej klasy czystości, jako zbiornik zanieczyszczony przez szereg lat ściekami z miasta Ryn, wykazuje dużą zasobność w biogeny i materię organiczną. Rynnowy charakter jeziora sprzyja silnym ubytkom tlenowym w okresie letnim, cechy korzystne Jeziora Ryńskiego zostały zdominowane przez wieloletnie zrzuty zanieczyszczeń.